# Stenophylax fissus
Stenophylax fissus là một loài Trichoptera trong họ Limnephilidae. Chúng phân bố ở miền Cổ bắc.